# 区楚良
区楚良（1968年8月26日—），广东省罗定市人，生于广东省广州市，是已退役的中国足球守门员。他曾先后效力于广东宏远、上海申花、云南红塔及重庆力帆。区楚良于1991年初次入选中国国家足球队，还曾担任国足隊長，直到随队参加2002年世界杯，长达十一年，是九十年代中国的主力门将之一。其间只有与区楚良同岁的江津能与之竞争主力国门位置，同为门将的两人的身高差距却有近20公分。

## 足球生涯
区楚良从广东足球的青少年训练系统中脱颖而出，早在1988年20岁时便开始代表广东队参加国内联赛。1994年甲A联赛开始后效力于广东宏远，4年后转会上海申花，并获得足协杯及超霸杯冠军。
1999年底的摘牌大会上，区楚良被上海申花标价497万元成为当年的标王。随后甲B联赛的江苏舜天在得到申花方面的降价答复后，决定摘区楚良的牌子。但三天后，云南红塔又很快和区楚良达成一致，最终红塔在转会日期截止前将其引进。
2001年入选中国国家足球队参加世界杯足球赛亚洲区十强赛，同年获国家体育总局授予国家体育运动一级奖章。翌年参加世界杯决赛圈，但在小组赛3场比赛并未获得出场机会。
2003年底重庆力帆收購云南红塔后，区楚良转到重庆力帆效力，但旋即宣布退役，时年35岁。
区楚良退役后出任上海申花的守门员教练，并多次被上调至国家队担任助理教练。
2007年起，擔任中國國家足球隊助理教練、守門員教練兼副領隊。
2012年起，担任河南建业的守门员教练。
2012年12月至2014年，担任广东日之泉总经理。
2013年底，担任广东省队主教练征战第36届省港杯并夺冠。

## 家庭
区楚良的爷爷是中华民国将领、國民革命軍十九路軍師長、前廣州市政協常委区寿年将军。